# The Doors
The Doors američki je psihodelični rock sastav. Nastaju 1965., a prvi album izdaju 1967. godine. Glazba je mješavina bluesa, rocka i popa sve to umotano u psihodelični stil glazbe. Tekstovi su pod utjecajem Aldousa Huxleya, Williama Blakea – od koga preuzima ideju da: "put pretjerivanja vodi do palače mudrosti – The road of excess leads to the palace of wisdom" –  Friedricha Nietzschea, te francuskih simbolističkih pjesnika kao što su Baudelaire i Rimbaud, od kojega pruzimaju ideju "dugoročnog poremećaja osjetila da bi se prodrlo u nepoznato", a svoja osjetila remete pomoću psihoaktivnih droga i alkohola. Ime "The Doors" predstavlja vrata koja otvaraju to nepoznato, što preuzimaju od W. Blakea i Huxleya, koji u svojoj knjizi "Vrata percepcije" testira djelovanje meskalina i zaključuje da droga otvara ventil u mozgu. Taj ventil filtrira podatke koje primamo percepcijom te nas prisiljava da stvarnost promatramo "utilitarno", odnosno promatramo predmete na način na koji su nam evolutivno korisni, dok pod utjecajem psihoaktivnih droga ventil se otvara i propušta sve podatke stoga počinjemo percipirati predmete onakve kakvi jesu sami po sebi. Huxley kao uvod u navedenu knjigu koristi sljedeći citat iz pjesme "The Marriage of Heaven and Hell" Williama Blakea: "Ako se vrata percepcije pročiste, sve će pred čovjekom biti kakvo jest, beskrajno."
Sve albume grupe "The Doors" izdala je izdavačka kuća "Electra", koja je osim Doorsa objavljivala radove sastava  "MC 5", "The Stooges", "Television"... Za vrijeme Doorsa to je bila mala diskografska kuća, dok je danas "Electra" jedna od najbogatijih.

## 1965.-'71.
Osnivanje sastava The Doors počinje susretom između dva učenika, Jima Morrisona i Raya Manzareka u srpnju 1965. godine u filmskoj školi 'UCLA' iz Beach Californije. Morrison je rekao Manzareku da je napisao pjesmu (Morrison mu je rekao: "Zabilježio sam fantastičan rock and roll koncert koji se događa u mojoj glavi"), i na Manzarekovo ohrabrenje otpjevao mu je skladbu "Moonlight Drive". Impresioniran Morrisonovim tekstovima, Manzarek je predložio da formiraju sastav.
1967. godine sastav izdaje prvi album, The Doors, koji za Doorse ima karakterističan, blues-rock i psihodelični stil. Izdaju singl "Light my fire" (poslije "Break on through"), koji postaje #1 na billboardovoj Top ljestvici, i zadržava taj status puna četiri tjedna. 1968. mijenjaju zvuk na psihodeliju koja je izazvana metafizičkim vizijama Jima Morrisona, i snimaju svoj najkvalitetniji album, Strange Days. Poslije toga izdaju i Waiting for the Sun, treći album, koji opet mijenja zvuk na malo tamniju stranu, kao i pjesma #3, "Not To Touch The Earth".
1969. godine izlazi četvrti album The Soft Parade, koji nastavlja zvuk Waiting for the Sun, premda krivnjom menadžera, koji su birali pjesme.
Također iste godine dogodio se zloglasni koncert u Miamiu, nakon kojeg je sastav (nakon još par koncerata), odlučio prekinuti turneje.
1970. godine posvećuju se studijskom radu i vraćaju se blues korijenima snimanjem albuma Morrison Hotel. 1971. godine Morrison snima svoj zadnji album L.A. Woman, na kojem je vokale snimao u WC-u. Tada, nakon završetka uvjetne kazne, seli se u Pariz sa svojom curom Pam Courson i menadžerom Billom Siddonsom na kraći odmor, gdje i umire.

## Nakon Morrisonove smrti
Pjevač Jim Morrison umire 1971. u Parizu. Nakon njegove smrti sastav izdaje još tri albuma: An American Prayer, Other Voices i Full Circle. Gitarist Robby Krieger je pokušao napraviti projekt s Iggyjem Popom, pa se proširila glasina da će Iggy Pop biti novi pjevač Doorsa, međutim izgleda da je Iggy u to vrijeme bio previše navučen na heroin da bi bio sposoban nositi se s ulogom zamjene za Morrisona. Doorsi ponovno izdaju još jedan album s Morrisonom na vokalu, tako što su naknadno snimili muziku na njegove stare snimke recitiranja poezije sa zbirke "An American Prayer", te 1978. izlazi istoimeni album.
Danas su Krieger i Manzarek zajedno s Brett Scallionsom, bivšim pjevačem grupe The Fuel ponovno počeli svirati pjesme The Doorsa. Kako se bubnjar John Densmore nije slagao s tim da oni nastupaju pod imenom The Doors, sada Manzarek, Krieger i Scallions sviraju pod imenom Riders on the Storm. Osim što se protivio obnavljanju Doorsa, John Densmore je žestoki protivnik komercijalizacije rocka u smislu prodavanja skladbi za reklamne spotove velikih korporacija.

## Članovi
- Jim Morrison – pjevač
- Ray Manzarek – klavijaturist
- Robby Krieger – gitarist
- John Densmore – bubnjar

## Diskografija

### Albumi
- The Doors
- Strange Days
- Waiting for the Sun
- The Soft Parade
- Morrison Hotel
- Absolutely Live
- L.A. Woman
- The Doors in Concert
- Other Voices
- Full Circle
- An American Prayer

## Vanjske poveznice
- www.thedoors.com – službena stranica
- The Nation članak John Densmorea u kojem se protivi prodavanju skladbi korporacijama za reklame